# Мудиссон, Коко
Хедвиг Агнес Элизабет «Коко» Мудиссон (швед. Hedvig Agnes Elisabeth "Coco" Moodysson, род. 19 января 1970, Стокгольм) — шведская создательница графических романов и альтернативных комиксов, многие из которых относятся к автобиографическому поджанру. Среди её произведений — альбом, в котором собраны работы под названием Coco Platinum Total parts 1 и 2 (собран в одну книгу издательством Optimal Press в 2002 году), The Health Center Fontanelle (с мужем кинорежиссёром Лукасом Мудиссоном, 2005) и Never Goodnight (2008), автобиографическая история о взрослении в начале 1980-х, после того, как панк предположительно умер и правила «Новая волна». Позже «Never Goodnight» был экранизирован в фильме её мужа 2013 года «Мы — лучшие!». В 2010 году появился фильм «I’m Your Hell into Death». Она также регулярно появлялась в шведском культурном журнале Galago.

## Образование
В течение многих лет Мудиссон училась на сурдопереводчика, но бросила учёбу в 1998 году и начала рисовать комиксы. Она посещала школу последовательного искусства в Мальмё в 2000 и 2001 годах.

## Публикации
Во время учёбы в школе она создала поэтические и искренние автобиографические комиксы «Coco Platina Titan», части 1 и 2, которые были собраны в одну книгу издательством Optimal Press в 2002 году — автобиографический комикс о жизни в подростковом возрасте. В 2005 году Мудиссон опубликовала более экспериментальную книгу «Центр здоровья Фонтанель» со словами её мужа Лукаса Мудиссона. Комикс Мудиссон «Олдриг Годнатт» («Никогда спокойной ночи»), опубликованный в 2008 году, представлял собой автобиографический рассказ о её опыте взросления в Стокгольме. В 2010 году она опубликовала «I’m Your Hell into Death» («Я твой ад до смерти»), свой четвёртый комикс о группе исполненных надежды поклонников The Cure, ожидающих снаружи встречи с участником группы Робертом Смитом.

## Личная жизнь
Мудиссон живет в Мальмё, Швеция, со своим мужем Лукасом Мудиссоном (женаты с 1994 года) и тремя детьми.